# فهرست ترورهای رئیس‌جمهورهای ایران
فهرست ترورهای رئیس‌جمهورهای ایران شامل ترورهای انجام‌شده و تلاش‌های نافرجام برای قتل رئیس‌جمهور ایران است که ممکن است در زمان ریاست‌جمهوری یا پس از پایان آن رخ داده باشد.

## رئیس‌جمهورهای ترور شده

### محمدعلی رجایی
رئیس‌جمهور رجایی به همراه نخست‌وزیر باهنر طی انفجار در دفتر نخست‌وزیری در ۸ شهریور ۱۳۶۰ کشته شد.

## تلاش‌های نافرجام برای ترور رئیس‌جمهورها

### سید علی خامنه‌ای
- ۲۴ اسفند ۱۳۶۳: نماز جمعه تهران در این روز بمب‌گذاری شده بود. رئیس‌جمهور خامنه‌ای هدف سوءقصد بود.[۱] این بمب‌گذاری به سازمان مجاهدین خلق نسبت داده شده بود اما محمدی ری‌شهری وزیر اطلاعات وقت، بمب‌گذاری را به دولت عراق نسبت داده است.[۲]

### اکبر هاشمی رفسنجانی
- ۲ تیر ۱۳۶۹: تلاش برای ترور رئیس‌جمهور هاشمی رفسنجانی در شهر رشت ناکام بود.[۳]
- ۲۱ بهمن ۱۳۷۱: در این روز گزارشی مبنی بر یک تلاش ناکام دیگر برای ترور هاشمی رفسنجانی وجود دارد.[۴] به گزارش ایندیپندنت، ساعت ۲۳ و ۴۰ دقیقه شب سالگرد انقلاب اسلامی، خودروی حامل رئیس‌جمهور در چهارراهی واقع در شمال‌غرب تهران در یک کمین افتاد. مهاجمان با مسلسل و آرپی‌جی به خودروی ضدگلولهٔ رئیس‌جمهور حمله کرده بودند. این درگیری به مدت ۲۰ دقیقه ادامه داشت و به خیابان‌های مجاور نیز کشیده شده بود.[۵] ۵ نفر از مهاجمان کشته شده و ۳ نفر دیگر نیز دستگیر شدند. مسئولیت این ترور را یک گروه به نام سازمان بابک خرمدین پذیرفت. چند روز پس از این رخداد، سازمان بابک خرمدین ۵ پاسدار را به قتل رساند که گفته می‌شود به تلافی کشته‌شدگان ترور نافرجام هاشمی رفسنجانی بوده است. به گفته رونن اِی. کوهن، این گروه احتمالاً در شهریور یا مهر ۱۳۷۱ بنیان‌گذاری شده و به نظر می‌رسد همچنان به صورت مخفی در حال فعالیت است.[۶]

« اول خیال کردم لامپ‌های برق ترکیده، ولی شعارهای مردم و مرگ بر منافق و اجتماع مردم در ضلع غربی مرقد، روشن کرد که گلوله شلیک شده ولی من تعادل را حفظ کردم و به صحبت ادامه دادم… »

هاشمی رفسنجانی، اکبر (۱۳۹۵). صلابت سازندگی (کارنامه و خاطرات هاشمی رفسنجانی سال ۱۳۷۲). به کوشش زهرا سیدروحانی. دفتر نشر معارف انقلاب.
- ۱۲ بهمن ۱۳۷۲: سوءقصد دیگری به هاشمی رفسنجانی انجام شد که این بار نیز ناکام بود.[۷] در پی این رخداد که در حرم سید روح‌الله خمینی اتفاق افتاده داد، حدود ۲۰ مظنون دستگیر شد. همچنین گروهی که خود را از اعضای سابق سپاه پاسداران معرفی کرده بود، مسئولیت این ترور را پذیرفت. فرد ضارب، کوروش نیک‌اختر نام داشت.[۸] هاشمی رفسنجانی در خاطرات خود از این روز، ضارب را یکی از پرسنل نیروی انتظامی معرفی کرده است.[۹]

### سید محمد خاتمی
- ۱۶ بهمن ۱۳۷۸: به گزارش خبرگزاری جمهوری اسلامی، شامگاه شنبه ۱۶ بهمن ۱۳۷۸ در حدفاصل خیابان‌های ولی‌عصر و جامی پنج انفجار رخ داد که منجر به کشته شدن یک کارگر چاپخانه و زخمی شدن چند رهگذر شد.[۱۰] تعداد زخمی‌ها ۴ نفر اعلام شد.[۱۱] با پذیرش مسئولیت انفجارها از سوی سازمان مجاهدین خلق، کاردار عراق در تهران به وزارت امور خارجه ایران احضار شده و اعتراض دولت ایران به حمایت عراق از سازمان مجاهدین خلق اعلام شد.[۱۲] به گزارش بی‌بی‌سی نیوز، این انفجارها در مقابل نهادهای حاکمیتی از جمله دفتر رئیس‌جمهور روی داد اما آسیبی متوجه رئیس‌جمهور خاتمی نشد. این انفجارها در حالی در بیست و یکمین سالگرد انقلاب اسلامی اتفاق می‌افتاد که همه‌ساله در این روزها، نیروهای امنیتی برای مقابله با اقدامات احتمالی مجاهدین خلق در حالت آماده‌باش هستند.[۱۳]

### محمود احمدی‌نژاد
- ۱۳ مرداد ۱۳۸۹: به گزارش دیلی تلگراف، رئیس‌جمهور احمدی‌نژاد در سفر استانی به همدان، مورد سوءقصد قرار گرفت اما منابع رسمی از جمله ایرنا، با تکذیب خبر ترور، انفجار شکل گرفته را ناشی از ترکیدن ترقه توسط یکی از افرادی که برای شنیدن سخنرانی احمدی‌نژاد آمده بودند، یاد کرد. به گزارش گاردین، انفجار در نزدیکی کاروان حامل رئیس‌جمهور در مسیر حرکت به سمت محل سخنرانی اتفاق افتاد.[۱۴] به گزارش بی‌بی‌سی نیوز، چند نفر در این حادثه زخمی شدند.[۱۵] به گزارش مجله آتلانتیک به نقل از خبرگزاری فرانسه، علی‌رغم تکذیب تروریستی بودن انفجار، چند نفر در این زمینه بازداشت شدند.[۱۶] جیم والش کارشناس روابط ایران و ایالات متحده آمریکا معتقد است ایران در فضای پس از انتخابات ۱۳۸۸، علاقه زیادی برای کوچک نشان دادن مشکلات امنیتی دارد.[۱۷]

### مسعود پزشکیان
- ۲۶ خرداد ۱۴۰۴: پیش از ظهر دوشنبه ۲۶ خردادماه، در حالی‌که جلسه‌ فوق‌العاده شورای عالی امنیت ملی در مکانی کاملا امنیتی و حفاظت شده در غرب تهران در حال برگزاری بود، اسرائیل به مکان جلسه حمله کرد و ورودی‌ها و خروجی‌های مکان جلسه را هدف قرار داد.[۱۸] به گزارش خبرگزاری فارس، پس از انفجارها، برق طبقه قطع می‌شود، اما مسئولان با استفاده از یک دریچه اضطراری که از قبل پیش‌بینی شده بود، خود را به بیرون از ساختمان رساندند. برخی از مسئولان از جمله رئیس‌جمهور در حین خروج دچار جراحات مختصری در ناحیه پا شدند.[۱۹]

## تلاش‌های نافرجام برای ترور پس از پایان دورۀ ریاست‌جمهوری

### سید علی خامنه‌ای
- اسفند ۱۳۷۱: سازمان بابک خرمدین چند روز پس از تلاش برای ترور رئیس‌جمهور هاشمی رفسنجانی، اقدام به ترور خامنه‌ای کرد که نافرجام بود. به گفته رونن اِی. کوهن، این ترورها به وضوح نشان می‌دهد که این گروه، به اطلاعات محرمانه رهبران ایران دسترسی داشته و به همین دلیل امکان اقدام به قتل آنان را داشت. در ادامهٔ سلسلهٔ ترور مقامات، وزیر کشور نوری نیز در ۲۶ اسفند هدف قرار گرفته و زخمی شد اما از مرگ نجات یافت.[۲۰]
- ۱۶ بهمن ۱۳۷۸: به گزارش شبکه خبری الجزیره، یکی از پنج انفجاری که روز ۱۶ بهمن در تهران رخ داد، در مقابل بیت رهبری بود. در این انفجار، آسیبی به خامنه‌ای نرسید.[۲۱]

### سید محمد خاتمی
- ۱۱ خرداد ۱۳۸۸: در روزهای تبلیغات دهمین دوره انتخابات ریاست‌جمهوری خاتمی سفری به استان خوزستان داشت. او قصد داشت با پرواز کیش ایر در ساعت ۱۲ نیمه‌شب ۱۱ خرداد ۱۳۸۸ به تهران بازگردد اما پس از مشورت با محمد شریعتی دهاقان که او را همراهی می‌کرد، بلیت خود را تغییر داده و با پرواز ساعت ۱۰ و ۳۰ دقیقه شب به تهران بازگشت.[۲۲] به گفتهٔ ابراهیم جباری فرمانده وقت سپاه علی بن ابی‌طالب قم، هواپیمایی که در ابتدا قرار بود خاتمی با آن سفر کند، بمب‌گذاری شده بود اما وی هنگام تغییر بلیت هواپیما اطلاعی از این مسئله نداشت. مهماندار هواپیمای بمب‌گذاری شده در حالی که حدود ۱۵ دقیقه از پرواز هواپیما از فرودگاه بین‌المللی اهواز گذشته بود، یادداشتی را در گوشه‌ای از هواپیما پیدا کرده بود که نسبت به بمب‌گذاری در دستشویی هواپیما هشدار داده بود. پس از مطلع شدن خلبان و مسئول امنیت پرواز از این جریان، تصمیم به بازگشت به فرودگاه گرفتند. هنگامی که هواپیما به فرودگاه می‌رسد، یک پاسدار امنیتی به سرعت بمب را از هواپیما خارج کرده و به سمت فضای باز منتقل می‌کند. آن پاسدار، بمب را در فضای باز رها می‌کند اما در هنگام بازگشت، بمب منفجر شده و موج انفجار او را زخمی می‌کند.[۲۳]

### محمود احمدی‌نژاد
- ۲۵ تیر ۱۴۰۳: ایران اینترنشنال در ۳ مرداد ۱۴۰۳ خبر داد که در جریان سفر احمدی‌نژاد به زنجان در روز تاسوعا (۲۵ تیر)، وی مورد سوءقصد قرار گرفته و جان سالم به در برده است.[۲۴] تابناک این ادعا را دروغین خوانده و آن را تکذیب کرد.[۲۵]